# Rosa Neuenschwander
Rosa Neuenschwander   (Brienz, 3 d'abril de 1883 - Berna, 20 de desembre de 1962) fou una llibretera i feminista suïssa, pionera en l'assessorament i l'educació professional. Esdevingué la primera assessora de Berna. Va contribuir a fundar diversos projectes socials per beneficiar dones i joves. Va organitzar la primera exposició sobre el treball de les dones a Berna el 1923, el qual va expandir a la SAFFA, l'exposició suïssa de la feina de les dones, el 1928. Va fundar el Schweizerische Frauengewerbeverband i el Schweizerische Landfrauenverband o SLFV (Associació Suïssa de sufragis femenins).